# Креанга, Калиникос
Калиникос Креанга (греч. Καλλίνικος Κρεάνγκα; имя при рождении — Кэлин Крянгэ (рум. Călin Creangă); род. 8 марта 1972, Бистрица) — греческий игрок в настольный теннис румынского происхождения. Двукратный бронзовый призёр чемпионатов мира, двукратный серебряный призёр Кубка мира, двукратный чемпион Европы. В 1989 году на турнире в Люксембурге сбежал из расположения сборной Румынии и перебрался на постоянное жительство в Грецию.

## Биография
Калиникос Креанга родился в 1972 году в румынском городе Бистрица. Здесь же в 7 лет он начал заниматься настольным теннисом. С 12 лет Креанга начал привлекаться в юношескую сборную Румынии. В 1988 году Калиникос завоевал свою первую медаль европейских первенств. В миксте в паре с Отилией Бэдеску молодой румынский спортсмен завоевал бронзовую медаль.
В 1989 году во время турнира в Люксембурге Креанга (вместе со своим отцом) покинул расположение сборной Румынии и отправился в Грецию. Там спустя некоторое время он получил греческое гражданство, а также сменил имя с Кэлин на более греческое Калиникос.
В 1991 году Креанга впервые выступил на чемпионате мира. Несмотря на смену гражданства Калиникос продолжил выступать в миксте вместе с Бэдеску. Сыгранность пары сыграла важную роль и интернациональный дуэт завоевал бронзовую медаль мирового первенства. А в 1992 году Креанга и Бэдеску стали чемпионами Европы. В дальнейшем эта пара ещё дважды становилась серебряными призёрами европейских первенств. В 1994 году Калиникос в парном разряде вместе с Зораном Калиничем получил свою вторую золотую медаль континентальных первенств.
В 1996 году Креанга дебютировал на летних Олимпийских играх. В Атланте Калиникос выступил только в одиночном разряде. В своей группе греческий спортсмен одержал две победы в трёх матчах, но это не помогло Креанге выйти в следующий раунд соревнований. В 1997 году Креанга выиграл турнир в одиночном разряде на Средиземноморских играх.
На летних Олимпийских играх 2000 года Креанга помимо одиночного разряда выступил и в парном. В личном первенстве Калиникос преодолел групповой этап, но вылетел уже в первом раунде плей-офф. В парном разряде Креанга выступал вместе с Даниэлем Циокасом, но греческая пара не смогла пробиться в плей-офф, уступив единственную путёвку спортсменам из Гонконга. 2003 год стал одним из самых успешных в карьере греческого спортсмена. На чемпионате мира в Париже Креанга стал бронзовым призёром, а на кубке мира в том же году завоевал серебряную медаль. Спустя год Калиникос также стал обладателем серебра кубка мира.
В 2004 году на домашних летних Олимпийских играх в Афинах Креанга не смог показать каких-либо значительных результатов. В одиночном разряде Калиникос уступил в 1/16 финала шведу Йоргену Перссону, а в парном разряде греческий дуэт вылете во втором раунде, уступив японским спортсменам.
В 2008 году Креанга выступил на своих четвёртых летних Олимпийских играх. В одиночном разряде Калиникос вновь остановился на стадии 1/16 финала, уступив будущему серебряному призёру китайцу Ван Хао. В командном турнире сборная Греции заняла третье место в группе A и не смогли пройти в следующий раунд. В 2011 году Креанга в 11 раз принял участие в Евро-Топ12 и сумел наконец стать победителем престижного турнира. 16 мая 2011 года международная федерация настольного тенниса опубликовала список из 28 спортсменов, которые получили именные олимпийские лицензии для участия в летних Олимпийских играх 2012 года и Креанга, войдя в список, получил возможность принять участие в своих пятых Олимпийских играх.
На Играх в Лондоне Креанга, посеянный под 29-м номером, свои выступления начал с третьего раунда. На этой стадии ему противостоял опытнейший бельгиец Жан-Мишель Сев. По ходу поединка Креанга проиграл бельгийцу лишь одну партию и довольно уверенно пробился в следующий раунд. В 1/16 финала Калиникос встретился с ещё одним европейцем датчанином Микаэлем Мэйсом. Для выявления победителя теннисистам пришлось сыграть 6 сетов, сильнее оказался Мэйс, который и продолжил борьбу за олимпийские медали.

## Стиль игры
Креанга как и большинство современных игроков играет в атакующем стиле. Известен своей техникой исполнения топ-спина слева (закрытой ракеткой), считается, что удар закрытой ракеткой у Креанги один из сильнейших в мире.

## Достижения

### Игровые
Одиночный разряд
- Бронзовый призёр чемпионата мира: 2003;
- Серебряный призёр кубка мира: 2003, 2004;
- Серебряный призёр чемпионата Европы: 2002;
- Бронзовый призёр чемпионата Европы: 2005;
- Чемпион Средиземноморских игр: 1997;
- Серебряный призёр Средиземноморских игр: 1991;
- Победитель 3 турниров Про-Тура ITTF;
- Победитель «Евро-Топ12» (2011);
- Чемпион Европы среди кадетов: 1986;
- Многократный чемпион Греции.

Парный разряд
- Чемпион Европы: 1994 (в паре с Зораном Калиничем);
- Серебряный призёр чемпионата Европы: 1998, 2000 (в паре с Илией Лупулеску), 2005 (в паре с Владимиром Самсоновым);
- Бронзовый призёр чемпионата Европы: 1996 (в паре с Зораном Калиничем);
- Победитель 2 турниров Про-Тура ITTF;

Микст
- Бронзовый призёр чемпионата мира: 1991 (в паре с Отилией Бэдеску);
- Чемпион Европы: 1992 (в паре с Отилией Бэдеску);
- Серебряный призёр чемпионата Европы: 1994, 1996 (в паре с Отилией Бэдеску);
- Бронзовый призёр чемпионата Европы: 1988 (в паре с Отилией Бэдеску);